# Львовское муниципальное образование (Саратовская область)
Львовское муниципальное образование — сельское поселение в Аркадакском районе Саратовской области Российской Федерации.
Административный центр — село Львовка.

## Население
| 2010  | 2011  | 2012  | 2013  | 2014  | 2015  | 2016  |
| ----- | ----- | ----- | ----- | ----- | ----- | ----- |
| 1940  | ↘1934 | ↘1784 | ↘1667 | ↘1570 | ↘1482 | ↘1415 |
| 2017  | 2018  | 2019  | 2020  | 2021  |       |       |
| ↘1374 | ↘1311 | ↘1258 | ↘1198 | ↘1138 |       |       |

## Состав сельского поселения
| №  | Населённый пункт | Тип населённого пункта       | Население |
| -- | ---------------- | ---------------------------- | --------- |
| 1  | Алексеевка       | село                         | ↘715      |
| 2  | Бендеровка       | посёлок                      | 7         |
| 3  | Григорьевка      | деревня                      | 52        |
| 4  | Ивановка         | село                         | ↘401      |
| 5  | Крутец           | село                         | ↗129      |
| 6  | Львовка          | село, административный центр | ↘360      |
| 7  | Натальино        | деревня                      | 24        |
| 8  | Нескучное        | село                         | 22        |
| 9  | Обливное         | деревня                      | 24        |
| 10 | Ольгино          | село                         | 3         |
| 11 | Полухино         | село                         | 13        |
| 12 | Чапушка          | посёлок                      | 7         |

### Упразднённые населённые пункты
- Деревни Козловка и Ходаковка согласно постановлению Саратовской областной думы от 16 сентября 1999 года № 31-1159 исключены из учётных данных как прекратившие своё существование.